# Robert Sarah
Robert Sarah (15. lipnja 1945.) je kardinal Katoličke Crkve, rodom iz Gvineje. Kardinalom ga je proglasio papa Benedikt XVI. 20. studenoga 2010. godine, a papa Franjo ga je 23. studenoga 2014. godine imenovao prefektom Kongregacije za bogoštovlje i disciplinu sakramenata. Prethodno, za vrijeme pape Ivana Pavla II.služio je kao tajnik Kongregacije za evangelizaciju naroda, a predsjednik Papinskog vijeća Cor Unum bio je za vrijeme pape Benedikta XVI..

## Rani život i obrazovanje
Sarah je rođen 15. lipnja 1945. u Ourousu, selu u tadašnjoj ruralnoj Francuskoj Gvineji koji se iz animizma preobratio na kršćanstvo. Pripadnik je etničke skupine Coniaguis na sjeveru Gvineje. Godine 1957. u dobi od 12 godina, upisao je sjemenište Svetog Augustina u Bingervillu, Obala Bjelokosti, gdje je studirao tri godine. Budući da su 1960. godine odnosi između tek neovisne Gvineje i Obale Bjelokosti bili napeti, nastavio je nakratko studij u Konakryju u Gvineji, u sjemeništu Svete Marije Dixinnske kojim upravljaju oci Svetog Duha, sve dok radikalna vlada Gvineje nije oduzela crkveno vlasništvo u kolovozu 1961. godine. Nakon razdoblja kućnog podučavanja, u ožujku 1962. godine Crkva je s državom uspješno ispregovarala mjesto, gdje će Sarah i ostali sjemeništarci dalje stjecati obrazovanje. Riječ je bilo o vladinoj školi u Kindiji, gdje je Crkva dobila pravo otvaranja sjemeništa, u kome je Sarah diplomirao 1964. U rujnu iste godine poslan je na studij u Veliko sjemenište u Nancyju u Francuskoj. Novo pogoršavanje međunarodnih odnosa, ovaj put između Gvineje i Francuske, prisilili su ga da prekine svoje studije, pa teološke studije završava u Sébikotaneu u Senegalu između listopada 1967. i lipnja 1969. godine. Od 1969. do 1974. godine studirao je na Papinskom sveučilištu Gregoriana u Rimu, gdje je stekao diplomu iz teologije. Za studija u Rimu jedno vrijeme tijekom 1971. godine Sarah je provodio na Studium Biblicum Franciscanum u Jeruzalemu, gdje je stekao diplomu iz Svetog pisma. 
Robert Sarah tečno govori francuski, engleski i talijanski jezik. 

## Svećeništvo i biskupstvo
Sarah je zaređen za svećenika 20. srpnja 1969. godine u biskupiji Conakry. Dana, 13. kolovoza 1979. godine papa Ivan Pavao II. imenovao ga je metropolitom nadbiskupije Conakry. Za biskupa ga je 8. prosinca 1979. godine posvetio kardinal Giovanni Benelli. Bio je nadbiskup Conakryja više od dvadeset godina, a za to vrijeme bio je predsjednik gvinejske biskupske konferencije i biskupske konferencije zapadne Afrike. 

## Kardinalat
Dana, 20. studenoga 2010. godine papa Benedikt XVI. postavio ga je za kardinala-đakona San Giovannija Bosca u Rimu. Bio je izborni kardinal na papinskoj konklavi 2013. godine kojom je izabran papa Franjo. 
Njegovo ime se u tisku spominjalo u kontekstu novog pape (tal. papabile).

## Vanjske poveznice
Sestrinski projekti
|  | Zajednički poslužitelj ima još gradiva o temi Robert Sarah |
|  | Wikicitati imaju zbirke citata o temi Robert Sarah         |

Mrežna mjesta
- Kardinal R. Sarah na Twitteru